# Армия за освобождение на Прешево, Медведжа и Буяновац
Армията за освобождение на Прешево, Медведжа и Буяновац или АОПМБ (на албански: Ushtria Çlirimtare e Preshevës, Medvegjës dhe Bujanovcit – UÇPMB; на сръбски: Ослободилачка Војска Прешева, Медвеђе и Бујановца) е паравоенно формирование на етническите албанци в общините Прешево, Буяновац и Медведжа, съществувало между 1999 и 2001 година, което се бори за отцепване на тези три общини от Сърбия и присъединяването им към Косово.
Прешевската долина е област в Южна Сърбия (Поморавието), чието население е съставено предимно от етнически албанци. След края на Косовската криза от 1999 година в областта се засилват албанските националистически прояви. Според договора за примирие се създава 5 километрова буферна зона за сигурност между Косово и Централна Сърбия, от която са изтеглени сръбските военни части. Общественият ред в зоната за сигурност се поддържа от слабовъоръжената сръбска полиция. Вакуумът, създал се след изтеглянето на югославските части, е запълнен от новосформираната Армия за освобождение на Прешево, Буяновац и Медведжа (около 1500 членове). Тя е сформирана от членове на разоръжилата се на теория АОК и започва нападения срещу сръбската полиция. Нападани са и онези албански политици и общественици, които се обявяват против действията на АОК. Заместник-председателят на Социалистическата партия на Сърбия в Буяновац, албанецът Земаил Мустафи е убит от членове на АОПМБ. Паравоенната организация предприема още нападения над цивилни граждани, като най-кървавият от всички е експлозията на бомба в автобус в Грачаница, при която са убити 12 души.
Когато става ясно, че развоят на събитията в Прешевската долина излиза извън контрол, на 24 май 2001 г. НАТО позволява на Югославската армия да се върне в буферната зона за сигурност. Същевременно КФОР приканва членовете на АОПБМ да предадат оръжието си и да се разформироват. Над 450 членове на АОПМБ се възпозлват от амнистията на КФОР, дори командира на организацията Шефкет Муслию предава оръжието си на 26 май 2001 година, след което е пуснат от силите на КФОР на свобода.
Униформата и тактиката на АОПМБ са напълно идентични с тези на Армията за освобождение на Косово, действала в Косово.